# Edgar P. Jacobs
Edgard Pierre Félix Jacobs, känd som Edgar P. Jacobs, född 30 mars 1904 i Bryssel, död 20 februari 1987 i Lasne-Chapelle-St-Lambert, var en belgisk serieskapare. Han arbetade som assistent till Hergé 1944-46 innan han skapade sin mest kända serie – Blake och Mortimer.

## Biografi
Jacobs var något av en mångsysslare. Exempelvis arbetade han under en femårsperiod på 1930-talet som barytonsångare på Opéra de Lille.
Utöver sina egna Blake och Mortimer (tecknad av Jacobs 1946–1972; senare övertagen av andra) och hjälptecknandet på Tintin producerade han även en belgisk licensversion av Blixt Gordon. Dessutom gjorde han den fristående albumhistorien Le Rayon U (U-strålen).
Däremot var produktionen av Jacobs huvudserie inte särskild flink. Under tre decennier producerades endast tio Blake och Mortimer-album av Edgar P. Jacobs penna. Serien, som är en äventyrsserie med inslag av detektivroman och Jules Verne-inspirerad science fiction, präglades av en stor förkärlek för detaljer och en mångordig prosa. Många fransk-belgiska serieskapare ur senare generationer har påverkats av Jacobs stil, inklusive en del viktiga namn ur 1980-talets klara linjen-skola.

## Jacobs i kulturen

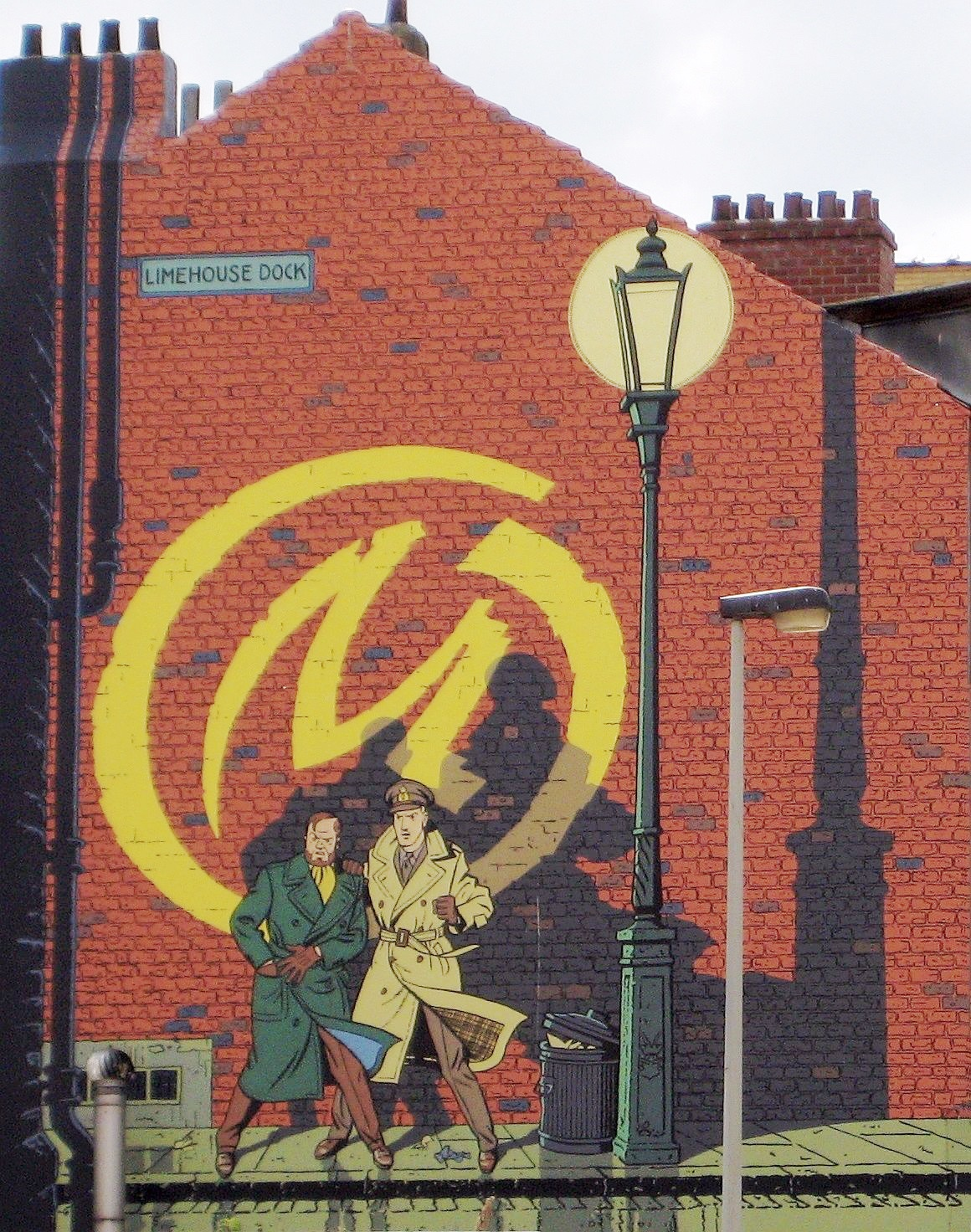
Jacobs äventyrsduo Blake och Mortimer syns på denna husvägg i Bryssel (från omslaget till Det gula tecknet).

Edgar P. Jacobs figurerar i lätt förklädd form – och kraftigt omlindat skick – i Tintinalbumet Faraos cigarrer. På sid 8 i den omtecknade versionen (fransk originalutgåva från 1955) dyker han upp som mumie nummer 14 i Kih-Oskhs grav. Jacobs presenteras här som egyptologen "E. P. Jacobini", komplett med glasögon och Jacobs ofta fotograferade fluga.

### Tecknade serier i tidning
- Le Rayon U, i serietidningen Bravo, 1943; återtryckt i Tintin 1974.
- Blake och Mortimer, i Tintin:

1. Le Secret de l'Espadon, 1946–1949.
2. Le Mystère de la grande pyramide, 1950–1951.
3. La Marque jaune, 1953–1954.
4. L'Énigme de l'Atlantide, 1955–1956.
5. S.O.S. Météores, 1958–1959.
6. Le Piège diabolique, 1960–1961.
7. L'Affaire du collier, 1965–1966.
8. Les Trois Formules du professeur Sato, 1971–1972.

- "Le Trésor de Tout–Ankh–Amon", i Tintin #848, 1965.
- Le Rayon U, i Tintin, 1974; färglagd och omtecknad av skaparen.

### Tecknade serier i album
- Blake och Mortimer :

1. Le Secret de l'Espadon t. 1, 1950.
2. Le Secret de l'Espadon t. 2, 1953. Sedan 1983 har historien återutgivits som tre album istället för två.
3. Le Mystère de la Grande Pyramide t. 1, 1954. (på svenska: Pyramidens hemlighet del 1, 1978)
4. Le Mystère de la Grande Pyramide t. 2, 1955. (Pyramidens hemlighet del 2, 1978)
5. La Marque jaune, 1956. (Det gula tecknet, 1979)
6. L'Énigme de l'Atlantide, 1957. (Atlantis gåta, 1980)
7. S.O.S. Météores, 1959. (S.O.S. – Meteorer, 1979)
8. Le Piège diabolique, 1962. (Den djävulska fällan, 1980)
9. L'Affaire du collier, 1967. (Halsbandsmysteriet, 1980)
10. Les 3 Formules du professeur Satō t. 1, 1977.
11. Les 3 Formules du professeur Satō t. 2 (manus), med teckningar av Bob de Moor, 1990.

- Le Rayon U, RTP, 1967; version i svart-vitt.
- Le Rayon U, Le Lombard, 1974; färglagd och omtecknad av skaparen.